# San Teodoro (Sizilien)
San Teodoro ist eine Stadt der Metropolitanstadt Messina in der Region Sizilien in Italien mit 1248 Einwohnern (Stand 31. Dezember 2023).

## Lage und Daten
San Teodoro liegt 118 km westlich von Messina. Die Einwohner arbeiten hauptsächlich in der Landwirtschaft. 
Die Nachbargemeinden sind Cesarò und Troina (EN).

## Geschichte
Das genaue Gründungsjahr von San Teodoro ist unbekannt, die Gründung des Ortes war im 14. Jahrhundert.

## Sehenswürdigkeiten
Die Natur in der Gegend um San Teodoro mit der Grotte San Teodoro ist sehenswert.